# 563 (číslo)
Pět set šedesát tři je přirozené číslo. Následuje po čísle pět set šedesát dva a předchází číslu pět set šedesát čtyři. Římskými číslicemi se zapisuje DLXIII a řeckými číslicemi φξγ.

## Matematika
563 je:
- Deficientní číslo
- Prvočíslo
- Šťastné číslo

## Astronomie
- (563) Suleika je planetka hlavního pásu, kterou objevil v roce 1905 Paul Götz

## Roky
- 563
- 563 př. n. l.